# Quiina maguirei
Quiina maguirei là một loài thực vật có hoa trong họ Ochnaceae. Loài này được Pires miêu tả khoa học đầu tiên năm 1969.